# Parafia Ewangelicko-Augsburska Świętego Krzyża w Słupsku
Parafia Ewangelicko-Augsburska Świętego Krzyża w Słupsku – parafia Kościoła Ewangelicko-Augsburskiego w RP, w diecezji pomorsko-wielkopolskiej. Jedna z nielicznych dwujęzycznych parafii ewangelickich w Polsce. W 2021 liczyła 220 wiernych.

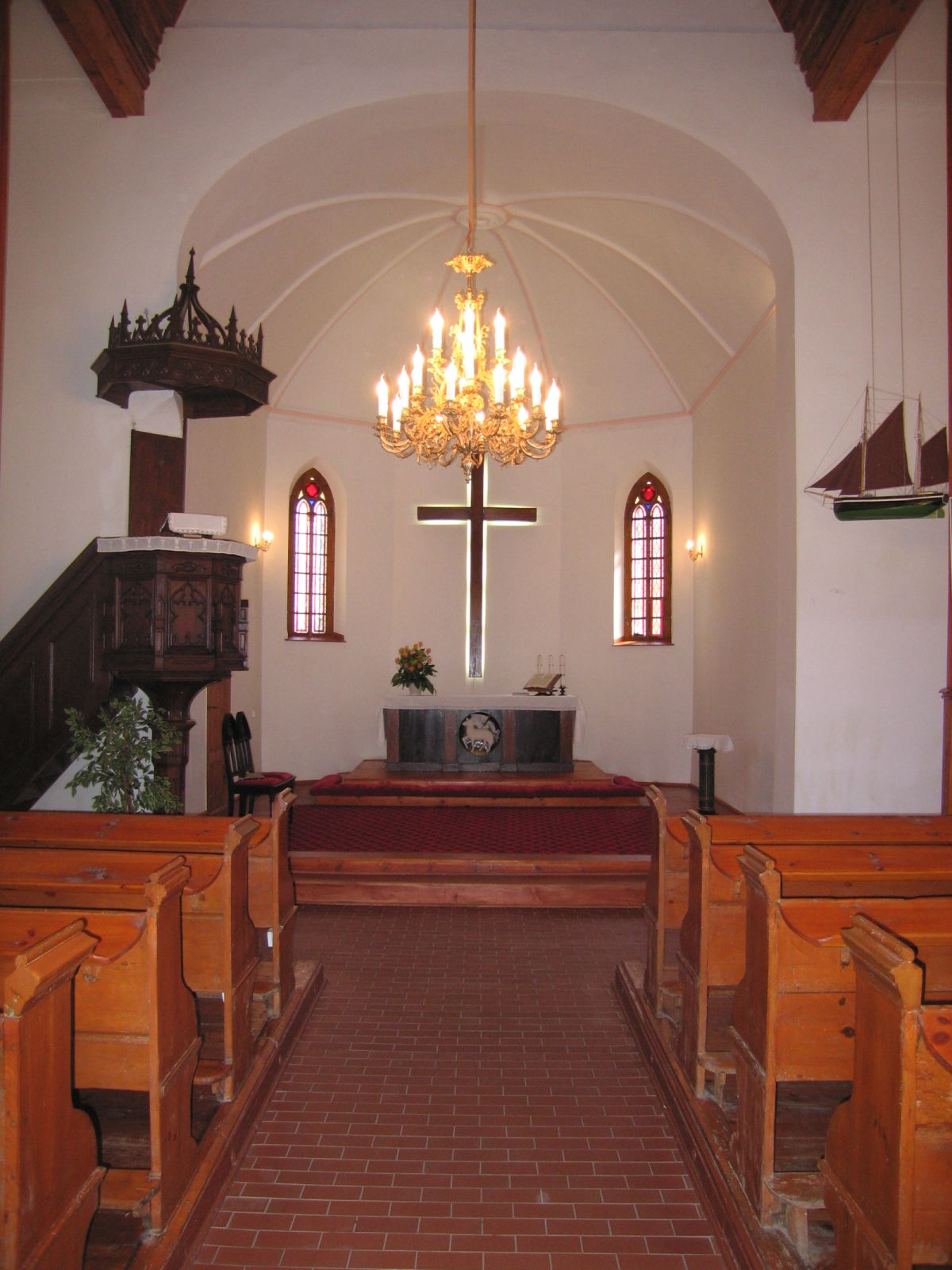
Wnętrze kościoła Świętego Krzyża

## Historia

### Reformacja i luteranizm w Słupsku
Historia luteranizmu w Słupsku rozpoczyna się wraz z początkiem reformacji. Kolejni protestanccy kaznodzieje byli jednak wydalani z miasta przez księcia Bogusława X. Dopiero w 1535 roku po publicznej dyspucie z katolikami luteranizm stał się wyznaniem panującym w księstwie pomorskim.
W XIX wieku w kościele ewangelickim zachodziły organizacyjne zmiany. Doszło do zjednoczenia kościołów luterańskiego i reformowanego, co spowodowało sprzeciw części wiernych, trwających w wyznaniu luterańskim. Rozpoczęły się prześladowania staroluterańskich księży ze strony państwa pruskiego, sprzyjającemu Zjednoczonemu Kościołowi Unijnemu. Jeden z nich, ks. Friedrich Lasius po zwolnieniu z więzienia przybył na pomorze i na ziemi słupskiej rozpoczął głosić kazania i tworzyć parafię. Prześladowania trwały do 1840 roku, kiedy to Fryderyk Wilhelm IV po wstąpieniu na tron ogłosił tolerancję wobec luteran, a wydana w 1845 roku wydana Koncesja Generalna stworzyła ramy prawne do organizacji Kościoła luterańskiego.

### Tolerancja religijna
Parafia staroluterańska w Słupsku stała się probostwem w 1857 roku, a pierwszy proboszcz, pochodzący z Badenii Georg Friedrich Haag, objął urząd 1 kwietnia tego roku. 11 listopada, w rocznicę chrztu Marcina Lutra wmurowano kamień węgielny pod budowę kościoła przy ulicy Großer Aucker 40 (obecnie ul. Słowackiego 40). W wyniku skromnych funduszy starano się jak najbardziej oszczędzać na materiałach, przez co budowany kościół kilkakrotnie się zawalał. Ostatecznie budowę zakończono i kościół poświęcono 28 sierpnia 1859 roku.
Georg Haag w maju 1862 roku złożył swój urząd i wrócił do rodzinnej Badenii. Pod koniec 70. lat XIX wieku liczyła 718 parafian - największą ich liczbę w historii. Jednak na początku lat 80. Słupsk dosięgła fala uchodźstwa. Podsłupskie parafie wiejskie straciły ok. 1/5, a parafia miejska 9% swoich wiernych. Mimo problemów w 1899 roku
przy ul. Drewnianej 4 zbudowana została długo wyczekiwana plebania, rozbudowana następnie w 1913 roku.
W parafii prężnie działało kilka zgromadzeń. W 1898 roku bezskutecznie próbowano utworzyć koło młodzieżowe, jednak stale rozwijały się chór kościelny, stowarzyszenie mężczyzn, stowarzyszenie kobiet oraz związek młodych kobiet. Ten ostatni z czasem przeistoczył się w związek młodzieży.
W 75. rocznicę wybudowania kościoła w 1937 roku dokonano remontu budynku. Ufundowano nowy ołtarz z drewna dębowego z reliefem przedstawiającym baranka z chorągwią Kościoła. W 1937 roku proboszczem został Albrecht Stolle. Oprócz pełnienia urzędu w kościele, od 1942 roku w ramach służby wojskowej pracował w administracji w Słupsku. Ostatnie nabożeństwo odbyło się w Boże Narodzenie 1944 roku, po czym Stolle został wysłany na front, a parafię rozwiązano w wyniku uchodźstwa i przesiedleń.

### Po II wojnie światowej
Do 1945 roku w Słupsku działało 9 parafii kościoła Ewangelicko-Unijnego oraz 3 parafie staroluterańskie. Wkroczenie Rosjan do miasta spowodowało koniec Kościoła ewangelickiego w jego dawnych strukturach. Zajęto budynki kościelne, a większość duchownych opuściło miasto. Odbudowa Kościoła luterańskiego na ziemi słupskiej rozpoczęła się w 1947, Kiedy to do Słupska przybyli duchowni polskiego Kościoła Ewangelicko-Augsburskiego. Z inicjatywy dra Jana Posmykiewicza utworzono polskojęzyczny zbór skupiający ok. 800 wiernych, głównie przesiedleńców z okolic Suwałk, Warszawy i kresów. Nabożeństwom polskojęzycznym, także dla Słowińców - autochtonicznych mieszkańców Kluk, przewodniczył. ks. Edward Dietz z Sopotu. Po jego przejściu na emeryturę parafią administrowali ks. Michał Warczyński, ks. Tadeusz Raszyk i ks. Paweł Badura. Utworzono trzy filiały: w Bytowie, Lęborku i Koszalinie.
W 1997 roku dokonano znacznych zmian w organizacji Kościoła Ewangelicko-Augsburskiego na Pomorzu. W miejsce dotychczasowych dwóch parafii o charakterze językowym (polsko i niemieckojęzyczna) utworzono dwie terytorialne: w Słupsku i Koszalinie. Proboszczem-administratorem obydwu parafii został urzędujący w Słupsku ks. Mirosław Sikora. W latach 2002–2005 duszpasterzem parafii był ks. Marcin Makula, a od 2005 roku funkcję tę sprawuje ks. Wojciech Froehlich. Od 2003 roku prowadzony był remont kościoła, a 29 lipca 2007 roku zakończono montaż nowych organów.
10 kwietnia 2011 roku zgromadzenie parafialne, w pierwszych w powojennej historii parafii wyborach, na urząd proboszcza wybrało ks. Wojciecha Froehlicha, dotychczasowego wikariusza, a następnie proboszcza-administratora parafii. W dniu 23 czerwca ks. bp. Marcin Hintz, biskup diecezji pomorsko-wielkopolskiej, w asyście ks. Janusza Staszczaka z Koszalina oraz ks. Andrzeja Wójcika z Gliwic, dokonał wprowadzenia proboszcza w urząd.

### Kościoły i kaplice
- Kościół Świętego Krzyża w Słupsku (parafialny)[2]

ul. Słowackiego 40.
- Kaplica ewangelicka w Lęborku (filiał)

ul. Wojska Polskiego 47.
- Kaplica ewangelicka w Gardnie Wielkiej (filiał)[3]

ul. Pomorska 2.

## Duchowni[4]

### Zbór niemieckojęzyczny (niepolski)[5]
- Herman Tietz[6]
- ks. Maksymilian Otto Cybulla[7]
- ks. Gustaw Burchart[8]
- ks. Eryk Smoleński[9]
- ks. Lucjan Feliks Steinhagen[10]
- mgr Emil Gatner[11]
- ks. Jerzy Krawczyk[12]
- ks. Tadeusz Warczyński[13]
- ks. Rudolf Mrowiec[14]
- ks. Mirosław Sikora[15]

### Parafia Ewangelicko-Augsburska[16]
- ks. sen. Edward Dietz
- ks. bp Michał Warczyński[17]
- ks. Paweł Badura[18]
- ks. Mirosław Sikora[15]
- ks. mjr Marcin Makula[19]
- ks. Wojciech Marcin Froehlich

### Katechetki
- mgr Krystyna Frank-Smoleńska[20]
- mgr Anna Krawczyk[21]